# Uczep trójlistkowy
Uczep trójlistkowy (Bidens tripartita L.) – gatunek rośliny z rodziny astrowatych. Występuje na rozległych obszarach strefy umiarkowanej półkuli północnej – w całej Europie, Azji (z wyjątkiem Półwyspu Arabskiego i Indyjskiego, ale obecny jest w krajach Azji Południowo-Wschodniej sięgając nawet po Nową Gwineę). Rośnie także w Algierii w północnej Afryce oraz w Ameryce Północnej (na południu po Teksas). W Polsce jest pospolity na obszarze całego niżu i w niższych położeniach górskich.

## Morfologia

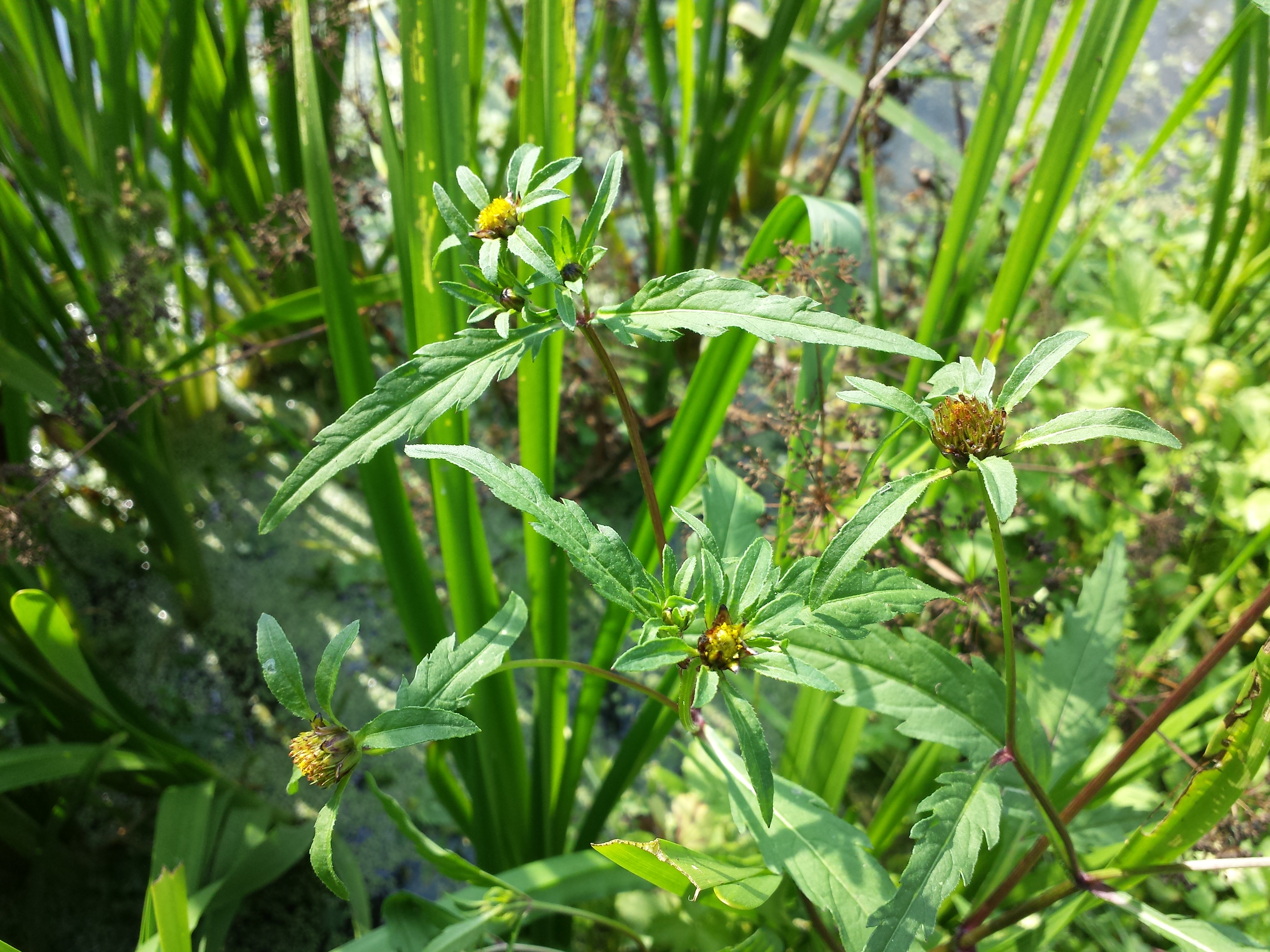
Pokrój

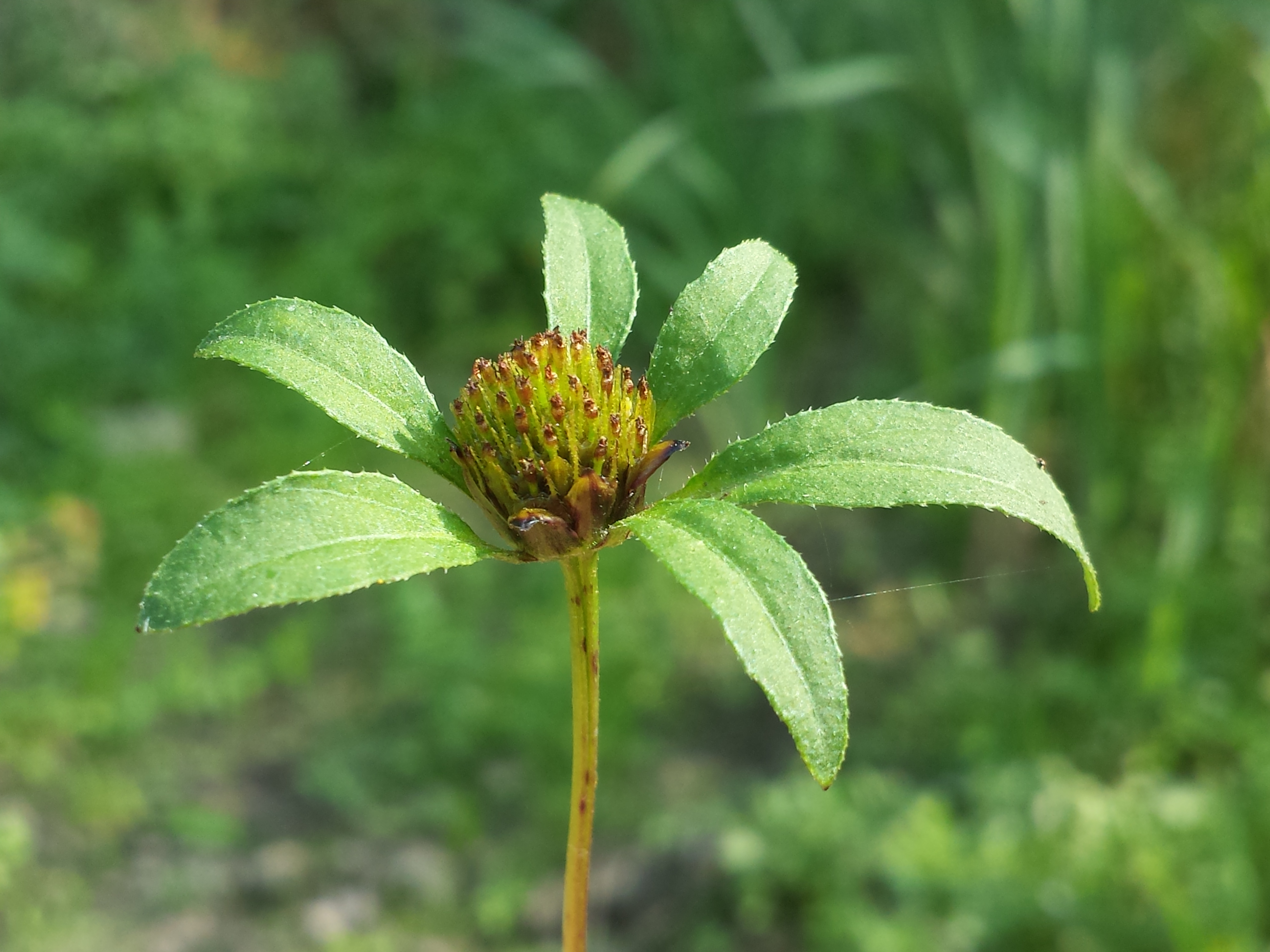
Koszyczek

PokrójRoślina zielna o łodydze osiągającej od 10 do 90 cm (wyjątkowo do 120 cm). Łodyga jest słabo bruzdowana, ciemnozielona lub czerwonofioletowa, zwykle silnie rozgałęziona i naga, rzadziej delikatnie owłosiona.
LiścieUlistnienie naprzeciwległe, liście zwykle 3-sieczne, czasem niektóre liście bywają 5-sieczne lub niepodzielone. Ogonki liściowe są stosunkowo krótkie i zawsze oskrzydlone, choć czasem wąsko. Odcinki liścia jajowato lancetowate do lancetowatych, ze szczytowym odcinkiem większym od bocznych. Brzeg blaszki jest grubo i odlegle piłkowany. Ząbki zakończone są kończykiem skierowanym ku wierzchołkowi liścia.
KwiatyZebrane we wzniesione lub zwisłe, żółtobrązowe koszyczki składające się wyłącznie z kwiatów rurkowatych (osiągających 4 mm długości), brak kwiatów języczkowatych. Średnica i wysokość koszyczków jest zbliżona i wynosi od 0,4 do 1,8 cm. Okrywę tworzy 5–8 listków zewnętrznych kształtu łopatkowato lancetowatego, zwykle dłuższych od koszyczka. Wewnętrznych listków okrywy jest zwykle 7 i są one jajowate, zaostrzone, błoniasto obrzeżone.
OwoceOdwrotnie jajowate, spłaszczone niełupki o długości zwykle 5–7 mm i szerokości 2–3 mm, zakończone 2 lub 3 ośćmi pokrytymi skierowanymi do tyłu zadziorkami.
Gatunki podobnePodzielone liście mają w Europie Środkowej także uczep amerykański B. frondosa i uczep śląski B. radiata. Pierwszy różni się od uczepu trójlistkowego nieoskrzydlonym i długim ogonkiem liściowym oraz brodawkowatymi powierzchniami owoców (między kantami). Drugi ma podobnie oskrzydlone i krótkie ogonki liściowe, ale roślina jest żółtozielona (łodyga nie bywa czerwonofioletowa), a koszyczki są dwa razy tak szerokie jak wysokie.

## Biologia i ekologia
Roślina jednoroczna. Kwitnie od lipca do października. Owoce przyczepiają się do sierści zwierząt, piór ptaków lub ubrań ludzi i w ten sposób są rozsiewane (zoochoria, antropochoria). Liczba chromosomów 2n = 48.
Rośnie na glebach mulistych na brzegach wód, zwłaszcza jezior, stawów i większych rzek, ale poza tym rośnie na wszelkich mokradłach i mokrych łąkach, wilgotnych stanowiskach ruderalnych, na przydrożach i przytorzach, rośnie też w uprawach rolnych jako chwast. W klasyfikacji zbiorowisk roślinnych gatunek charakterystyczny dla Cl. Bidentetea tripartiti.

## Zmienność
Tworzy mieszańce z uczepem śląskim Bidens radiata. Z uczepem amerykańskim Bidens frondosa tworzy mieszańca Bidens × garumnae Jeanj. & Debray. Mieszaniec ten zawiązuje owoce i może występować samodzielnie w oddaleniu od populacji gatunków rodzicielskich. Stwierdzany był w Polsce i innych krajach europejskich.

## Nazewnictwo
Gatunek ma ustaloną nazwę zwyczajową „uczep trójlistkowy”. Na początku XX wieku w użyciu była także nazwa „uczep dwuzębny”, przywołana później w latach 70. XX wieku przez Jakuba Mowszowicza, który zaproponował także nazwę „uczep trójdzielny”. W XIX wieku i wcześniej roślina nazywa była: „konop' wodna”, „sadziec konopnica”, „strzelec”, „uczep”, „wilk”. Pierwsza z tych nazw zachowana została w alternatywnej nazwie ziela w ziołolecznictwie (zioło konopia wodnego Cannabis aquaticeae).

## Zastosowanie
Roślina wykorzystywana była jako lecznicza. Surowcem było ziele uczepu trójlistkowego Herba Bidentis tripartiti. Roślina zawiera flawonoidy, olejek eteryczny, taniny, związki goryczowe i śluz. Liście obfitują w witaminę C (do 465 mg %).